# KN-09
KN-09 방사포는 2009년에 미국이 발견한 북한의 대구경 방사포를 말한다. 조선중앙통신은 신형 대구경 방사포라고 부른다.

## 역사

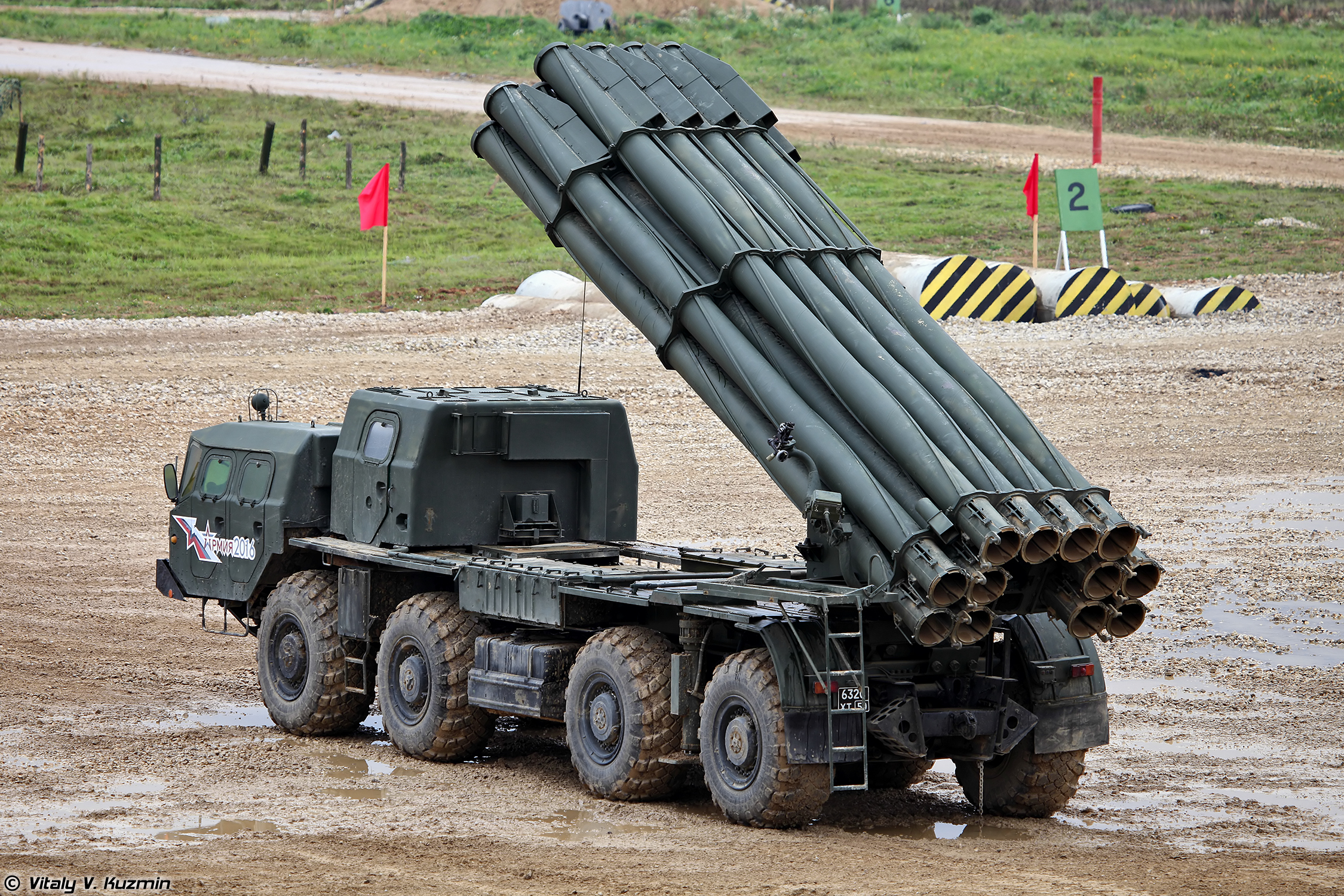
러시아의 300 mm BM-30

북한 관영 조선중앙통신은 김정은이 2012년 신형 대구경 장거리 방사포 개발을 직접 지시했으며 지난 3년간 개발단계의 대구경 방사포 시험사격을 13차례나 직접 지도했다고 보도했다.
2015년 10월 10일 오후에 열린 노동당 창건 70주년 열병식에서 신형 300mm 방사포를 최초로 공개했다.

## 방사포
다른 언론 보도에서는, 순항 미사일이 아니며, 300 mm 방사포라고 한다. 중국이 러시아에서 도입한 뒤 개량해 제3국에 수출한 300mm 방사포 WS-1B와 비슷하다. 발사 차량 1대당 300mm 로켓 발사관 4문을 묶은 형태인 것으로 알려졌다. WS-1B의 사거리는 180 km이며, 최대속도는 마하 5.2(음속의 5.2배), 길이는 6.37 m, 탄두 중량은 150 kg이다.

## 사거리
신형방사포의 사거리는 200 km 정도로서, 이 사거리 내에는 수원, 원주, 강릉, 청주, 서산, 충주공군기지가 위치해 있어, F-15K가 전개한 대구공군기지나 사천공항과 같은 최후방 비행장을 제외한 모든 공군기지가 개전 초기 무력화될 위험성이 있다.
보통은 200km라고 보도되지만, 최대사거리에 대한 언론보도는 155km, 180km, 200km, 220km 등 제각기 다르다.
보다 대형화 한 개량형 버전도 있지만, 기본적인 위사 로켓의 사거리는 다음과 같다.
- 위사 1호: 직경 300 mm, 사거리 60 - 180 km, 북한 KN-09
- 위사 2호: 직경 400 mm, 사거리 70 - 200 km
- 위사 3호: 직경 400 mm, 사거리 70 - 200 km

KN-09가 300mm 위사 1호를 수입한 것이라지만, 위사 1호는 200 km 사거리가 없다. 400mm 위사 2호, 위사 3호일 가능성이 높다.

## GPS
KN-09 신형 방사포는 자체 로켓 추진 유도시스템을 갖추고 있어 미사일급으로 평가된다. 조선중앙통신은 "김정은이 신형 방사포의 명중성이 바늘귀를 꿰듯 정확한 데 대해 대만족을 표시했다"고 보도했기 때문에, 러시아제 GPS인 글로나스(GLONASS)를 사용하는 것으로 보인다.

## 기술유출
대한민국 정부는 이러한 신형 무기에 국내기술이 유출된 것을 의심하고 있다. 국내방산기업들의 협력업체들에 탈북자들이 다수가 취업해 있다는 정보를 수집하고 체계업체와 협력업체간에 설계도를 공유한 점 등을 눈여겨 보고 있다.

## 연표
- 2008년 - 중국은 2008 주하이 에어쇼에 400 mm WS-3 다연장을 최초로 공개했다.
- 2013년 5월 - KN-09 6발을 발사했다.
- 2014년 2월 21일 - 이산 가족 상봉 중에 KN-09 4발을 동해로 발사했다.
- 2014년 3월 4일 - 오후 4시 17분부터 5시 7분까지 강원도 원산 인근 호도반도에서 KN-09 4발을 동해로 발사했다. 비행 거리는 155 km로 알려졌다.
- 2016년 3월 21일 - 북한은 실전배치를 앞둔 최종 시험 사격을 했다고 밝혔다.

## 같이 보기
- 장사정포
- 웨이스 로켓 - KN-09는 중국 웨이스 로켓을 수입한 것으로 보인다
- 신형대구경조종방사포
- KN미사일 시리즈